# Adelodus rufipes
Adelodus rufipes är en tvåvingeart som beskrevs av Hermann 1912. Adelodus rufipes ingår i släktet Adelodus och familjen rovflugor. Inga underarter finns listade i Catalogue of Life.